# كريستوفر لامبرت
كريستوفر لامبرت (بالإنجليزية: Christopher Lambert)‏ هو سياسي بريطاني، ولد في 1501. انتخب Member of the 1593 Parliament ‏ عن دائرة Bridport ‏ وانتخب عضو مجلس النواب في البرلمان البريطاني.